# Aston Martin AMR24
De Aston Martin AMR24 is een Formule 1-auto die gebruikt werd door het Formule 1-team van Aston Martin in het seizoen 2024. De auto is de opvolger van de Aston Martin AMR23. De AMR24 rijdt met een motor van Mercedes en werd onthuld op 12 februari 2024 in Silverstone. De AMR24 wordt bestuurd door Fernando Alonso die aan zijn tweede seizoen voor Aston Martin gaat beginnen en Lance Stroll die voor het vierde seizoen op rij voor het team rijdt. Stoffel Vandoorne en Felipe Drugovich zijn de reserve coureurs.

## Resultaten
| Kleur   | Resultaat                       |
| ------- | ------------------------------- |
| Goud    | Winnaar                         |
| Zilver  | Tweede plaats                   |
| Brons   | Derde plaats                    |
| Groen   | Gefinisht (punten behaald)      |
| Blauw   | Gefinisht (geen punten behaald) |
| Blauw   | Niet geklasseerd (NC)           |
| Paars   | Uitgevallen (DNF)               |
| Rood    | Niet gekwalificeerd (DNQ)       |
| Zwart   | Gediskwalificeerd (DSQ)         |
| Wit     | Niet gestart (DNS)              |
| Blanco  | Gewond (INJ)                    |
| Blanco  | Uitgesloten (EX)                |
| Blanco  | Teruggetrokken (WD)             |
| Blanco  | Niet deelgenomen                |
| 1, 2, 3 | Sprint positie (punten behaald) |
| P       | Poleposition                    |
| S       | Snelste ronde                   |

| Jaar | Chassis en banden | Motor                         | Coureurs        | 1   | 2   | 3   | 4   | 5   | 6   | 7   | 8   | 9   | 10  | 11  | 12  | 13  | 14  | 15  | 16  | 17  | 18  | 19  | 20  | 21  | 22  | 23  | 24  | Punten | WK-plaats |
| ---- | ----------------- | ----------------------------- | --------------- | --- | --- | --- | --- | --- | --- | --- | --- | --- | --- | --- | --- | --- | --- | --- | --- | --- | --- | --- | --- | --- | --- | --- | --- | ------ | --------- |
| 2024 | AMR24 P           | Mercedes F1 M15 E Performance |                 | BHR | SAR | AUS | JPN | CHN | MIA | EMI | MON | CAN | SPA | OOS | GBR | HON | BEL | NED | ITA | AZE | SIN | VST | MXS | SAP | LSV | QAT | ABU | 94     | 5         |
| 2024 | AMR24 P           | Mercedes F1 M15 E Performance | Fernando Alonso | 9   | 5   | 8   | 6   | 7S  | 9   | 19  | 11  | 6   | 12  | 18S | 8   | 11  | 8   | 10  | 11  | 6   | 8   | 13  | DNF | 14  | 11  | 7   | 9   | 94     | 5         |
| 2024 | AMR24 P           | Mercedes F1 M15 E Performance | Lance Stroll    | 10  | DNF | 6   | 12  | 15  | 17  | 9   | 14  | 7   | 14  | 13  | 7   | 10  | 11  | 13  | 19  | 19† | 14  | 15  | 11  | DNS | 15  | DNF | 14  | 94     | 5         |

† — Coureur is niet gefinisht in de GP, maar heeft wel 90% van de race-afstand afgelegd, waardoor hij als geklasseerd genoteerd staat.